# Річард Тревітік
Річард Тревітік (англ. Richard Trevithick; нар. 13 квітня 1771, Іллоган, Корнуолл — пом. 22 квітня 1833, Дартфорд, Кент) — англійський та корнський винахідник.

## Біографія

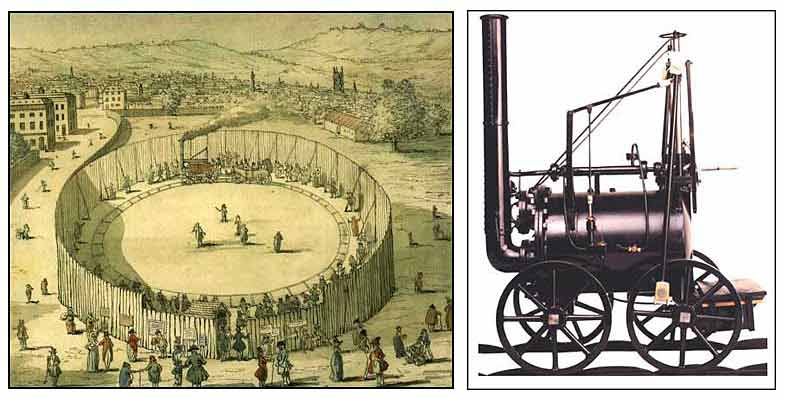
Паровоз Тревітіка і кільцева дорога-атракціон для його демонстрації. Зліва акварель Т. Роулендсона

Річард Тревітік здобув середню освіту в Камборні, пізнання в галузі парової техніки одержав самоосвітою, що дало йому змогу займати посади інженера в різних компаніях.
Ініціатор створення та застосування стаціонарних машин, що працюють при високих тисках (отримав патент на «машину високого тиску» в 1800).
Р. Тревітік працював на олов'яних копальнях Корнуола, де парові машини застосовувались для водовідливу. Він провів їх суттєве вдосконалення, утворивши відносно легку й потужну машину високого тиску (1802 р.).
З 1797 будував моделі парових візків, а в 1801 почав будувати оригінальні моделі візків, остання з яких пройшла успішні випробування в Корнуоллі і Лондоні (1802—1803).
У 1803—1804 за допомогою Дж. Стіла Тревітік побудував для заводської Мертір-Тідвільської залізниці (Південний Уельс) перший в історії паровоз, який виявився дуже важким для чавунних рейок і не міг використовуватися.
Другий паровоз Тревітіка і Стіла також не отримав застосування, і лише в 1808 Тревітік побудував паровоз досконалішої конструкції, що розвивав швидкість до 30 км/год; демонстрував його в передмісті Лондона.
Освоїв на практиці циліндричні парові (так звані «корнваллійські») котли (1815). Займався розробкою машини-холодильника, але без особливого успіху.
Не маючи підтримки, Тревітік розорився (1811) і в 1816 виїхав до Південної Америки.
Повернувся до Англії в 1827, помер у злиднях.